# Karmėlava
Karmėlava (ryska: Кармелова, Кормялов) är en ort i Litauen.   Den ligger i kommunen Kauno rajono savivaldybė och länet Kaunas län, i den centrala delen av landet, 80 km väster om huvudstaden Vilnius. Karmėlava ligger 64 meter över havet och antalet invånare är 1 395.
Terrängen runt Karmėlava är platt. Runt Karmėlava är det ganska glesbefolkat, med 48 invånare per kvadratkilometer. Närmaste större samhälle är Kaunas, 12,9 km sydväst om Karmėlava. I omgivningarna runt Karmėlava växer i huvudsak blandskog.